# 대한불교조동종
대한불교조동종(大韓佛敎曹洞宗)은 일본호국불교의 한 종파다. 
1895년 명성황후 시해 사건에 조동종의 승려 다케다 한시가 깊이 관련되었으며 조선침략을 위한 러일전쟁과 청일전쟁에서 조동종 승려들이 일본 제국주의의 첨병역할을 하는 등, 조선침략 당시 해외포교라는 미명하에 오직 일본의 이익만을 위하고, 불교의 교리에 반하는 온갖 만행을 저질렀다.
대한불교조동종의 종조는 당나라에서 조동종 개산조사인 동산양개(洞山良价) 선사이며, 중흥조는 이엄진철(利嚴眞徹) 선사이다. 1989년 5월 27일 중창하였다.
수행법은 묵조선이다. 묵조선(黙照禪)이란 묵묵히 좌선(坐禪)하여 영묘(靈妙)한 마음의 작용을 일으키는 선풍(禪風)으로, 화두를 들고 큰 의무를 일으키는 간화선(看話禪)과 대비되는 수행법이다. 자성청정(自性淸淨)을 기본으로 하여 자기속에 내재하는 본래의 청정한 자성에 절대로 의뢰하는 선수행이다. 진공묘유 일승사상을 대표하는 《금강경》, 《화엄경》, 《법화경》과 역대 조사들의 전등법어를 소의경전으로 하고 있다.
서울교구, 경기1,2교구, 강원교구, 영동교구, 충북교구, 충남교구, 경남교구, 경북교구, 영남교구, 남해교구, 부산교구, 해외교구를 두고 있으며 소속사암은 600개 사찰이며 승려수는 1.500명이고 신도수는 20만명에 이르고 있으며 참고로 대한불교조동종을 조계종과 더불어 불교종단협의회 가입 종단이다.
소의경전에 대해서는 다음과 같이 밝히고 있다.
금강경, 화엄경, 법화경의 진공묘유 일승사상과 전등법어 석두의 참동게 동산의 정편오위 만송의 종용록으로 하고, 기타경전연구와 염불지송 등도 제한하지 않는다.